# هوندا سي بي -1
هوندا سي بي -(بالإنجليزية: Honda CB-1)‏ هي دراجة نارية من تصنيع هوندا.